# Sinuhé, el egipcio
Sinuhé, el egipcio (originalmente en finés Sinuhe egyptiläinen) es una novela histórica de Mika Waltari publicada por primera vez en 1945. Fue la primera y más exitosa de las novelas históricas del autor.

## Trama
Su trama transcurre en el Antiguo Egipto, durante el reinado del faraón Akenatón, de quien se afirma que fue el primer gobernante monoteísta. El protagonista de la novela, sin embargo, no es el faraón, sino Sinuhé, el médico real, quien cuenta la historia en el exilio después de la muerte de Akenatón, además de haber perdido su posición debido a su fracasada relación con una cortesana. Perdió la casa de sus padres, su herencia, pues creía poder manipular el cariño de esa mujer hacia él. Aparte de los sucesos ocurridos en Egipto, la novela también relata los viajes de Sinuhé por Babilonia, la Creta Minoica, entre los hititas y otros pueblos vecinos.

## Precisión histórica
El protagonista toma el nombre de un antiguo texto egipcio conocido comúnmente como Historia de Sinuhé. Esta historia data de una era muy anterior a la de Akenatón: algunos textos que se conocen se han fechado en la dinastía XII. En el libro queda claro que el protagonista no es el mismo de dicho relato, por lo que no hay ningún error histórico en este punto. De hecho, el narrador, el propio Sinuhé, explica que su madre eligió ese nombre en función del personaje literario.
Waltari estuvo interesado desde mucho antes en Akenatón y escribió una obra de teatro sobre él que se escenificó en Helsinki en 1938. La Segunda Guerra Mundial le proporcionó el impulso necesario para explorar el tema en una novela, que a pesar de la diferencia de tres milenios, de hecho refleja los sentimientos contemporáneos de desilusión y desaliento de la posguerra. Ese mensaje caló en un público internacional perplejo por la guerra.

## Yerro
En el Libro Sexto La jornada del falso rey  en el capítulo 2 escribe de Babilonia y dice: "Su Dios es Marduk, y en Ishtar han elevado un pórtico que es más grande que el pilón del templo de Amón, y lo han revestido de ladrillos policromados y brillantes, cuyos dibujos deslumbran la vista bajo el sol." Aquí hay un yerro histórico (anacronismo) porque la Puerta de Ishtar fue construida en el reinado de Nabucodonosor II en el año 575 antes de Cristo y la novela sitúa al protagonista contemporáneo de Akenaton que reinó en el siglo XIV antes de Cristo; concretamente el ámbito temporal de Sinuhé es de 58 años, desde el año 1372 a. C. que nace Akenaton hasta el 1314 a. C. que es cuando el protagonista lleva tres años de destierro en las playas de los mares orientales y este destierro ocurrió en el 6º año del reinado de Horenheb.

## Traducciones
La novela se ha traducido a cuarenta idiomas.

## Valoración
Los escritores Fernando Sánchez Dragó y Terenci Moix la han considerado como la mejor novela del siglo XX.

## Adaptaciones cinematográficas
- Sinuhé el egipcio (''The Egyptian'') (Estados Unidos, 1954). Guion: Philip Dunne y Casey Robinson. Dirección: Michael Curtiz. Intérpretes: Edmund Purdom, Jean Simmons, Victor Mature, Gene Tierney, Michael Wilding, Bella Darvi, Peter Ustinov, Judith Evelyn, Henry Daniell, John Carradine, Carl Benton Reid, Tommy Rettig, Anitra Stevens.